# Ardtalla Farm
Die Ardtalla Farm ist ein landwirtschaftlicher Hof auf der schottischen Hebrideninsel Islay. Sie ist das einzige heute noch erhaltene und bewohnte Gebäude in der Siedlung Ardtalla und ist in den schottischen Denkmallisten in der Kategorie C eingeordnet.

## Beschreibung
Die Ardtalla Farm wurde in den frühen Jahren des 19. Jahrhunderts errichtet, als in Ardtalla noch mehrere bewohnte Gebäude existierten (1841 wurden in Ardtalla noch 58 Personen gezählt). Die Gebäude ordnen sich an drei Seiten um einen rechteckigen Innenhof an. Ausgenommen hiervon ist das Wohngebäude, das an der vierten Seite vom Innenhof wegweisend, rechtwinklig an die vorigen Gebäude angebaut ist. Dieses Gebäude ist zweistöckig und schließt, wie die übrigen Gebäude auch, mit einem Satteldach ab. Die einzige Ausnahme bilden hierbei die einstöckigen Stallungen mit Boden am nordöstlichen Ende, die ein Walmdach besitzen. Die Fassade des Wohngebäudes ist in der landestypischen Harling-Technik verputzt. Die Stallungen sind aus Bruchstein gebaut und gekalkt.
Heute liegt die Ardtalla Farm am Endpunkt der Straße, die von Port Ellen über Lagavulin und Ardbeg entlang der Südostküste führt. Auf Grund ihrer isolierten Lage ist sie nicht an das Stromnetz angeschlossen. Unter anderem ist dort ein Ferienhaus eingerichtet.